# Tremaine (Trey Songz)
Tremaine è il settimo album discografico in studio del cantante R&B statunitense Trey Songz, pubblicato il 24 marzo 2017.

## Il disco
Il disco musicalmente è prettamente R&B con testi che raccontano la maturazione di un uomo che non vuole più il sesso occasionale e le feste, ma trova difficoltà nel trovare l'amore serio a causa della sua reputazione da "playboy".

## Tracce
1. The Prelude – 1:47
2. Come Over – 4:02
3. #1 Fan – 3:57
4. Nobody Else but You – 3:48
5. Playboy – 4:16
6. The Sheets... Still – 6:04
7. Song Goes Off – 4:04
8. She Lovin It – 3:09
9. Animal – 4:21
10. 1x1 – 3:23
11. Priceless – 3:55
12. What Are We Here For – 3:16
13. Games We Play (feat. MIKExANGEL) – 4:23
14. Picture Perfect – 4:07
15. Break From Love – 3:48

## Classifiche
| Classifica (2017)         | Posizione raggiunta |
| ------------------------- | ------------------- |
| Stati Uniti Billboard 200 | 3                   |